# Дільниця Піхтинська
Дільниця Піхтинська (інша назва — Піхтинськ, самоназва — Замостиче, Zamostecze) — населений пункт Заларинського району Іркутської області. Входить до складу Хор-Тагнінського муніципального утворення. Станом на 2010 р. проживало 113 осіб (56 чоловіків і 57 жінок).
Місце компактного проживання голендрів, які у Росії виділені в окрему етнічну групу німців.

## Історія
Населений пункт засновано 1908 р. вихідцями із с. Замостиче Гущанської волості Володимирського повіту Волинської губернії (нині не існує, поблизу — с. Рівне Любомльського району Волинської області).
Мешканці належали до евангелічно-лютеранської церкви.
Переселення та повернення переселенців тривало до встановлення польсько-радянського кордону у 1921 р. З часом контакти із Волинню порідшали, а після виселення голендрів із Волині у 1940 р. практично зовсім припинились.
1942 р. мешканців села відправили до трудової армії. У діючу армії їх не брали, адже належали до «неблагонадійного» етносу — німців.
У радянський час про етнічну самоідентифікацію не могло бути й мови. Лише із початку 1990-х рр. розпочався процес національного відродження.
Влітку 2004 р. історичне товариство «Волинь» зорганізувало поїздку своїх членів у Піхтинськ.